# 山口貴豊
山口 貴豊（やまぐち たかとよ、1977年11月9日 - ）は、日本の元ラグビー選手。

## プロフィール
- 岩手県出身。
- ポジションはフランカー(FL)。
- 身長 180cm、体重 88kg
- 血液型はB型。
- 日本代表キャップは3。

## 来歴
宮古高校、法政大学を経て、2000年、クボタスピアーズに加入。長年に亘りチームの主力として活躍しチームの主将も務めた。2009年に退団。